# Madisonville (Kentucky)
Madisonville  è una città dello Stato del Kentucky, negli Stati Uniti d'America.
È il capoluogo di contea della contea di Hopkins. Al censimento del 2000 possedeva una popolazione di 19 307 abitanti.